# Jón Loftsson
 (décembre 2023).
Si vous disposez d'ouvrages ou d'articles de référence ou si vous connaissez des sites web de qualité traitant du thème abordé ici, merci de compléter l'article en donnant les références utiles à sa vérifiabilité et en les liant à la section « Notes et références ».
Jón Loftsson (mort en 1197) était le chef d'Oddi dans le comté de Rangá, dans la partie sud de l'Islande et d'Oddaverjar, le clan familial. 

## Biographie
Ses parents étaient Loftr Sæmundsson (en) et Thora Magnúsdóttir (en). L'auteur de sagas Snorri Sturluson fut son fils adoptif (fóstri en vieux norrois). 
Il a participé à la Staðarmál (is), en 1179, contre l'Église catholique, et y fut victorieux[évasif]. 
Après la mort de Jón, la famille Oddi était encore la plus puissante famille en Islande mais leur pouvoir ne tarda pas à descendre après sa mort. 
Le poème Nóregs konungatal a été composée en l'honneur de Jón, traçant ses origines dans la lignée royale norvégienne.